# Liste des gouverneurs de Ceylan
Les gouverneurs de Ceylan peuvent faire référence aux représentants vice-royaux de trois puissances coloniales :

## Ceylan portugais
- Liste des capitaines du Ceylan portugais (1518-1551)
- Liste des capitaines-majors du Ceylan portugais (1551-1594)
- Liste des gouverneurs du Ceylan portugais (1594-1658)

## Ceylan néerlandais
- Liste des gouverneurs du Ceylan néerlandais (1640-1796)

## Ceylan britannique
- Gouverneur du Ceylan britannique (1798-1948)

## Dominion de Ceylan
- Gouverneur général de Ceylan (1948-1972)